# تی‌اس‌اس هایبرنیا (۱۹۲۰)
تی‌اس‌اس هایبرنیا (۱۹۲۰) (به انگلیسی: TSS Hibernia (1920)) یک کشتی بود که طول آن ۳۸۰٫۶ فوت (۱۱۶٫۰ متر) بود. این کشتی در سال ۱۹۲۰ ساخته شد.